# Astragalus facetus
Astragalus facetus es una especie de planta del género Astragalus, de la familia de las leguminosas, orden Fabales.

## Distribución
Astragalus facetus es una especie nativa de Irán.

## Taxonomía
Fue descrita científicamente por A. A. Ramak Maassoumi & D. Podl. Fue publicado en Iranian Journal of Botany. 4: 74  (1988).